# Sportclub Preußen 06 Münster 1980-1981
Questa voce raccoglie le informazioni riguardanti lo Sportclub Preußen 06 Münster nelle competizioni ufficiali della stagione 1980-1981.

## Stagione
Nella stagione 1980-1981 il Preussen Munster, allenato da Günther Exner e Rudi Faßnacht, concluse il campionato di 2. Bundesliga al 13º posto. In Coppa di Germania il Preussen Munster fu eliminato al secondo turno dall'Eintracht Braunschweig.

## Rosa
| N. |                     | Ruolo | Calciatore          |
| -- | ------------------- | ----- | ------------------- |
|    | Germania (bandiera) | P     | Hans-Jakob Klingen  |
|    | Germania (bandiera) | P     | Ralf Zumdick        |
|    | Germania (bandiera) | D     | Dieter Agatha       |
|    | Germania (bandiera) | D     | Horst Blankenburg   |
|    | Germania (bandiera) | D     | Helmut Gorka        |
|    | Germania (bandiera) | D     | Karl Heinz Krekeler |
|    | Germania (bandiera) | D     | Guido Mazany        |
|    | Germania (bandiera) | D     | Uwe Pieper          |
|    | Germania (bandiera) | D     | Oswald Semlits      |
|    | Germania (bandiera) | C     | Dieter Kramer       |

| N. |                     | Ruolo | Calciatore        |
| -- | ------------------- | ----- | ----------------- |
|    | Germania (bandiera) | C     | Martin Krassowski |
|    | Germania (bandiera) | A     | Stefan Dietrich   |
|    | Germania (bandiera) | A     | Konrad Eickels    |
|    | Germania (bandiera) | A     | Peter Füllborn    |
|    | Germania (bandiera) | A     | Thomas Lander     |
|    | Germania (bandiera) | A     | Rainer Leifken    |
|    | Germania (bandiera) | A     | Wolfgang Sandhowe |
|    | Germania (bandiera) | A     | Bernd Vittinghoff |
|    | Germania (bandiera) | A     | Günter Wille      |

## Organigramma societario
Area tecnica
- Allenatore: Rudi Faßnacht
- Allenatore in seconda:
- Preparatore dei portieri:
- Preparatori atletici:

## Calciomercato

### Sessione estiva
| Acquisti | Acquisti          | Acquisti           | Acquisti |
| R.       | Nome              | da                 | Modalità |
| -------- | ----------------- | ------------------ | -------- |
| D        | Horst Blankenburg | Chicago Sting      |          |
| A        | Stefan Dietrich   | Holstein Kiel      |          |
| A        | Konrad Eickels    | Saarbrücken        |          |
| D        | Helmut Gorka      | Westfalia Herne    |          |
| D        | Guido Mazany      | Fortuna Düsseldorf |          |
| A        | Wolfgang Sandhowe | FSV Francoforte    |          |

| Cessioni | Cessioni          | Cessioni     | Cessioni |
| R.       | Nome              | a            | Modalità |
| -------- | ----------------- | ------------ | -------- |
| C        | Peter Fraßmann    | TeBe Berlino |          |
| A        | Werner Fuchs      | Salmrohr     |          |
| C        | Ulrich Hintzen    | Homburg      |          |
| A        | Wilhelm Mense     | Tongeren     |          |
| D        | Friedhelm Schütte | TeBe Berlino |          |

### Sessione invernale
| Acquisti | Acquisti     | Acquisti     | Acquisti |
| R.       | Nome         | da           | Modalità |
| -------- | ------------ | ------------ | -------- |
| A        | Günter Wille | Erkenschwick |          |

| Cessioni | Cessioni | Cessioni | Cessioni |
| R.       | Nome     | a        | Modalità |
| -------- | -------- | -------- | -------- |

## Risultati

### 2. Bundesliga

#### Girone di andata
| Arbitro: | Burgers |

|                                   |           |                 |
| Segler 20’ Künkel 88’ Ochmann 90’ | Marcatori | 68’ Vittinghoff |

| Arbitro: | Ahlenfelder |

|                             |           |                          |
| Eickels 24’, 72’ Kramer 56’ | Marcatori | 39’, 88’ (rig.) Schuster |

| Arbitro: | Puchalski |

|                                                        |           |  |
| Thomas 38’ Clute-Simon 47’ Runge 59’ Mazany 66’ (aut.) | Marcatori |  |

| Arbitro: | Kespohl |

|  |           |          |
|  | Marcatori | 67’ Worm |

| Arbitro: | Kopka |

|             |           |  |
| Herbeck 50’ | Marcatori |  |

| Arbitro: | Pauly |

|                           |           |  |
| Dietrich 77’ Krekeler 82’ | Marcatori |  |

| Arbitro: | Schön |

|  |           |             |
|  | Marcatori | 84’ Eickels |

| Arbitro: | Roth |

|                        |           |                  |
| Eickels 30’ Kramer 50’ | Marcatori | 37’, 75’ Seegler |

| Arbitro: | Ohmsen |

|            |           |                   |
| Kramer 50’ | Marcatori | 32’ (rig.) Wolter |

| Arbitro: | Wippker |

|                                                                    |           |  |
| Killmaier 16’, 46’ Ehrmantraut 18’ Remark 21’ Dickert 67’ Mohr 78’ | Marcatori |  |

| Arbitro: | Heitmann |

|                        |           |  |
| Gorka 77’ Füllborn 84’ | Marcatori |  |

| Arbitro: | Assenmacher |

|                              |           |  |
| Bittorf 36’ Pallaks 41’, 60’ | Marcatori |  |

| Arbitro: | Gabriel |

|                             |           |                                       |
| Leifken 45’ Kamp 52’ (aut.) | Marcatori | 32’ Reinders 49’ Meier 60’ Offermanns |

| Arbitro: | Kautschor |

|          |           |  |
| Wolf 72’ | Marcatori |  |

| Arbitro: | Eschweiler |

|             |           |            |
| Leifken 27’ | Marcatori | 69’ Mrosko |

| Arbitro: | Holzweißig |

|           |           |            |
| Drews 13’ | Marcatori | 47’ Lander |

| Arbitro: | Barnick |

|             |           |  |
| Leifken 84’ | Marcatori |  |

| Arbitro: | Horstmann |

|                                      |           |                                      |
| Bartel 38’ Wolf 45’ (rig.) Allig 79’ | Marcatori | 16’ Lander 52’ Gorka 65’ Vittinghoff |

| Arbitro: | Gabor |

|                             |           |  |
| Füllborn 72’ Krassowski 80’ | Marcatori |  |

| Arbitro: | Horeis |

|                |           |             |
| Stolzenburg 2’ | Marcatori | 16’ Eickels |

| Arbitro: | Kohnen |

|                        |           |            |
| Lander 11’, 78’ (rig.) | Marcatori | 32’ Ohling |

#### Girone di ritorno
| Arbitro: | Wuttke |

|  |           |                            |
|  | Marcatori | 10’ Künkel 30’, 70’ Aussem |

| Arbitro: | Filipiak |

|                       |           |  |
| Fos 2’, 80’ Rolff 58’ | Marcatori |  |

| Arbitro: | Heitmann |

|                 |           |           |
| Vittinghoff 47’ | Marcatori | 83’ Runge |

| Arbitro: | Prinz |

|              |           |  |
| Sandhowe 61’ | Marcatori |  |

| Arbitro: | Winkler |

|                                         |           |  |
| Darsow 60’ (rig.) Zoller 82’ Gläser 90’ | Marcatori |  |

| Arbitro: | Glasneck |

|                                              |           |              |
| Borg 22’ Grobe 30’ (rig.) Pahl 73’ Keute 76’ | Marcatori | 26’ Krekeler |

| Arbitro: | Gathmann |

|  |           |               |
|  | Marcatori | 85’ Nabrotzki |

| Arbitro: | Kohnen |

|            |           |              |
| Fabian 67’ | Marcatori | 87’ Füllborn |

| Arbitro: | Mölm |

|                          |           |                                        |
| Schwarck 78’ Kellner 83’ | Marcatori | 10’, 15’, 86’ Sandhowe 21’ Vittinghoff |

| Arbitro: | Malbranc |

|             |           |  |
| Semlits 32’ | Marcatori |  |

| Arbitro: | Nolte |

|                                                 |           |  |
| Meininger 14’, 31’ Lippens 62’ Timmler 64’, 65’ | Marcatori |  |

| Arbitro: | Kasperowski |

|  |           |             |
|  | Marcatori | 72’ Spazier |

| Arbitro: | Zimmermann |

|                           |           |            |
| Kostedde 34’ Reinders 60’ | Marcatori | 64’ Lander |

| Arbitro: | Puchalski |

|                                |           |  |
| Sandhowe 77’ (rig.) Lander 89’ | Marcatori |  |

| Arbitro: | Osmers |

|                                               |           |                              |
| Schatzschneider 7’, 65’ Kleppinger 85’ (rig.) | Marcatori | 60’ Sandhowe 68’ Vittinghoff |

| Arbitro: | Kohnen |

|  |           |                    |
|  | Marcatori | 68’ (rig.) Reiners |

| Arbitro: | Ahlenfelder |

|                |           |                      |
| Olaidotter 89’ | Marcatori | 31’, 81’ Vittinghoff |

| Arbitro: | Schön |

|             |           |                    |
| Eickels 43’ | Marcatori | 37’ Wloka 65’ Wolf |

| Arbitro: | Eschenbach |

|  |           |                              |
|  | Marcatori | 17’ Krekeler 51’ Vittinghoff |

| Arbitro: | Gathmann |

|                                    |           |                       |
| Kramer 16’ Lander 19’ Füllborn 57’ | Marcatori | 47’ Diers 70’ Meisner |

| Arbitro: | Gabriel |

|                                     |           |              |
| Rausch 26’ Möller 70’ Wendlandt 78’ | Marcatori | 84’ Krekeler |

### Coppa di Germania
| Arbitro: | Schumann |

|          |           |                                         |
| Getz 52’ | Marcatori | 26’ Lander 102’, 114’, 118’ Vittinghoff |

| Arbitro: | Eschenbach |

|                                |           |           |
| Pahl 20’ Grobe 28’ Zavišić 38’ | Marcatori | 71’ Gorka |

## Statistiche

### Statistiche di squadra
| Competizione      | Punti | In casa | In casa | In casa | In casa | In casa | In casa | In trasferta | In trasferta | In trasferta | In trasferta | In trasferta | In trasferta | Totale | Totale | Totale | Totale | Totale | Totale | DR  |
| Competizione      | Punti | G       | V       | N       | P       | Gf      | Gs      | G            | V            | N            | P            | Gf           | Gs           | G      | V      | N      | P      | Gf     | Gs     | DR  |
| ----------------- | ----- | ------- | ------- | ------- | ------- | ------- | ------- | ------------ | ------------ | ------------ | ------------ | ------------ | ------------ | ------ | ------ | ------ | ------ | ------ | ------ | --- |
| 2. Bundesliga     | 36    | 21      | 10      | 4       | 7       | 27      | 22      | 21           | 4            | 4            | 13           | 21           | 50           | 42     | 14     | 8      | 20     | 48     | 72     | -24 |
| Coppa di Germania | -     | 0       | 0       | 0       | 0       | 0       | 0       | 2            | 1            | 0            | 1            | 5            | 4            | 2      | 1      | 0      | 1      | 5      | 4      | +1  |
| Totale            | 36    | 21      | 10      | 4       | 7       | 27      | 22      | 23           | 5            | 4            | 14           | 26           | 54           | 44     | 15     | 8      | 21     | 53     | 76     | -23 |

### Andamento in campionato
| Giornata  | 1  | 2  | 3  | 4  | 5  | 6  | 7  | 8  | 9  | 10 | 11 | 12 | 13 | 14 | 15 | 16 | 17 | 18 | 19 | 20 | 21 | 22 | 23 | 24 | 25 | 26 | 27 | 28 | 29 | 30 | 31 | 32 | 33 | 34 | 35 | 36 | 37 | 38 | 39 | 40 | 41 | 42 |
| --------- | -- | -- | -- | -- | -- | -- | -- | -- | -- | -- | -- | -- | -- | -- | -- | -- | -- | -- | -- | -- | -- | -- | -- | -- | -- | -- | -- | -- | -- | -- | -- | -- | -- | -- | -- | -- | -- | -- | -- | -- | -- | -- |
| Luogo     | T  | C  | T  | C  | T  | C  | T  | C  | C  | T  | C  | T  | C  | T  | C  | T  | C  | T  | C  | T  | C  | C  | T  | C  | C  | T  | T  | C  | T  | T  | C  | T  | C  | T  | C  | T  | C  | T  | C  | T  | C  | T  |
| Risultato | P  | V  | P  | P  | P  | V  | V  | N  | N  | P  | V  | P  | P  | P  | N  | N  | V  | N  | V  | N  | V  | P  | P  | N  | V  | P  | P  | P  | N  | V  | V  | P  | P  | P  | V  | P  | P  | V  | P  | V  | V  | P  |
| Posizione | 18 | 14 | 20 | 20 | 21 | 18 | 16 | 17 | 14 | 16 | 14 | 15 | 17 | 19 | 19 | 17 | 16 | 16 | 14 | 13 | 12 | 13 | 13 | 13 | 12 | 13 | 14 | 13 | 14 | 12 | 11 | 12 | 13 | 14 | 14 | 15 | 15 | 13 | 15 | 13 | 13 | 13 |

Legenda:

Luogo: C = Casa; T = Trasferta. Risultato: V = Vittoria; N = Pareggio; P = Sconfitta.

### Statistiche dei giocatori
| Giocatore      | 2. Bundesliga | 2. Bundesliga | 2. Bundesliga | 2. Bundesliga | Coppa di Germania | Coppa di Germania | Coppa di Germania | Coppa di Germania | Totale   | Totale | Totale      | Totale     |
| Giocatore      | Presenze      | Reti          | Ammonizioni   | Espulsioni    | Presenze          | Reti              | Ammonizioni       | Espulsioni        | Presenze | Reti   | Ammonizioni | Espulsioni |
| -------------- | ------------- | ------------- | ------------- | ------------- | ----------------- | ----------------- | ----------------- | ----------------- | -------- | ------ | ----------- | ---------- |
| D. Agatha      | 37            | 0             | 3             | 0             | 2                 | 0                 | 0                 | 0                 | 39       | 0      | 3           | 0          |
| H. Blankenburg | 22            | 0             | 4             | 0             | 0                 | 0                 | 0                 | 0                 | 22       | 0      | 4           | 0          |
| S. Dietrich    | 9             | 1             | 0             | 0             | 0                 | 0                 | 0                 | 0                 | 9        | 1      | 0           | 0          |
| K. Eickels     | 39            | 6             | 11            | 0             | 2                 | 0                 | 0                 | 0                 | 41       | 6      | 11          | 0          |
| P. Füllborn    | 27            | 4             | 1             | 0             | 2                 | 0                 | 0                 | 0                 | 29       | 4      | 1           | 0          |
| H. Gorka       | 36            | 2             | 2             | 0             | 2                 | 1                 | 0                 | 0                 | 38       | 3      | 2           | 0          |
| H. Klingen     | 24            | 0             | 0             | 1             | 2                 | 0                 | 0                 | 0                 | 26       | 0      | 0           | 1          |
| D. Kramer      | 31            | 4             | 3             | 1             | 2                 | 0                 | 1                 | 0                 | 33       | 4      | 4           | 1          |
| M. Krassowski  | 18            | 1             | 3             | 0             | 2                 | 0                 | 0                 | 0                 | 20       | 1      | 3           | 0          |
| K. Krekeler    | 39            | 4             | 5             | 0             | 2                 | 0                 | 0                 | 0                 | 41       | 4      | 5           | 0          |
| T. Lander      | 36            | 7             | 8             | 1             | 1                 | 1                 | 0                 | 0                 | 37       | 8      | 8           | 1          |
| R. Leifken     | 40            | 3             | 4             | 0             | 1                 | 0                 | 0                 | 0                 | 41       | 3      | 4           | 0          |
| G. Mazany      | 11            | 0             | 0             | 0             | 0                 | 0                 | 0                 | 0                 | 11       | 0      | 0           | 0          |
| U. Pieper      | 5             | 0             | 0             | 0             | 2                 | 0                 | 0                 | 0                 | 7        | 0      | 0           | 0          |
| W. Sandhowe    | 36            | 6             | 1             | 0             | 2                 | 0                 | 0                 | 0                 | 38       | 6      | 1           | 0          |
| O. Semlits     | 41            | 1             | 5             | 0             | 2                 | 0                 | 0                 | 0                 | 43       | 1      | 5           | 0          |
| B. Vittinghoff | 42            | 8             | 3             | 0             | 2                 | 3                 | 0                 | 0                 | 44       | 11     | 3           | 0          |
| G. Wille       | 17            | 0             | 0             | 0             | 0                 | 0                 | 0                 | 0                 | 17       | 0      | 0           | 0          |
| R. Zumdick     | 19            | 0             | 0             | 0             | 0                 | 0                 | 0                 | 0                 | 19       | 0      | 0           | 0          |